# Route 12 (Île-du-Prince-Édouard)
La Route 12 est une route secondaire de 112 km (70 mi) située dans l'ouest de l'Île-du-Prince-Édouard. Son terminus sud est à l'intersection avec la route 11 à Miscouche et son terminus nord est au sentier pédestre de North Cape à Tignish. La route est parallèle à la route 2 alors qu'elle se dirige vers le North Cape.

## Description du tracé
La route débute à son terminus sud et se dirige vers le nord. Elle traverse Miscouche et bifurque vers le nord-ouest. Elle passe par Rosehill et traverse Grand River. Elle continue ensuite  vers le nord jusqu'à Low Point, va vers l'ouest jusqu'à Tyne Valley et reprend la direction nord. À Foxley River, elle bifurque vers l'ouest et rencontre la route 2. Les routes forment un multiplex sur une courte distance et la route 12 reprend la direction nord. Elle passe par Cascumpec, Alberton et Tignish avant de prendre fin au niveau du sentier pédestre de North Cape, à la pointe nord de l'Île.

## Intersections majeures
| Comté                                         | Ville                 | km     | Destinations                                                       | Notes                                                             |
| --------------------------------------------- | --------------------- | ------ | ------------------------------------------------------------------ | ----------------------------------------------------------------- |
| Prince                                        |                       | 0,00   | Route 11 – Linkletter, Saint-Nicholas                              |                                                                   |
| Prince                                        | Miscouche             | 1,50   | Route 2 (Main Street) – Tignish, Summerside                        |                                                                   |
| Prince                                        | Rosehill              | 5,70   | Route 123 (Belmont Road)                                           |                                                                   |
| Prince                                        |                       | 8,20   | Route 123 (Lyle Road)                                              |                                                                   |
| Prince                                        |                       | 14,10  | Route 122 sud (Allen Road)                                         | Terminus nord de la Route 122                                     |
| Prince                                        | Grand River           | 19,00  | Route 127 ouest                                                    | Terminus est de la Route 127                                      |
| Prince                                        | Grand River           | 19,00  | Route 131 sud (Sunnyside Road) – Richmond, Wellington              | Terminus sud du multiplex avec la Route 131                       |
| Prince                                        | Grand River           | 19,60  | Route 131 nord – Arlington                                         | Terminus nord du multiplex avec la Route 131; carrefour giratoire |
| Prince                                        | Birch Hill            | 26,60  | Route 131 sud – Arlington                                          | Terminus nord de la Route 131                                     |
| Prince                                        | Birch Hill            | 29,00  | Route 132 ouest (Northam Road)                                     | Terminus est de la Route 132                                      |
| Prince                                        | Tyne Valley           | 34,80  | Route 169 ouest (Port Hill Station Road) – Mount Pleasant, Northam | Terminus est de la Route 169                                      |
| Prince                                        | Tyne Valley           | 35,30  | Route 166 nord (Bideford Road) – Bideford                          | Terminus sud de la Route 166                                      |
| Prince                                        | Ellerslie-Biedford    | 38,30  | Route 166 sud (Bideford Road) – Bideford                           | Terminus nord de la Route 166                                     |
| Prince                                        | Ellerslie-Biedford    | 38,40  | Route 133 ouest (Ellerslie Road) – Mount Pleasant                  | Terminus est de la Route 133                                      |
| Prince                                        | East Bideford         | 40,50  | Route 163 est (East Bideford Road) – East Bideford, Lennox Island  | Terminus est de la Route 133                                      |
| Prince                                        | Poplar Grove          | 41,80  | Route 134 ouest (McNellis Mills Road)                              | Terminus est de la Route 134                                      |
| Prince                                        | Freeland              | 46,70  | Route 173 est (Milligan Wharf Road)                                | Terminus ouest de la Route 173                                    |
| Prince                                        | Freeland              | 47,00  | Route 174 nord (Murray Road)                                       | Terminus sud de la Route 174                                      |
| Prince                                        | Freeland              | 47,80  | Route 175 sud (Conway Road)                                        | Terminus nord de la Route 175                                     |
| Prince                                        | Foxley River          | 50,60  | Route 168 nord (Canadian Road)                                     | Terminus sud de la Route 168                                      |
| Prince                                        | Portage               | 56,00  | Route 2 est (Veterans Memorial Highway) – Summerside               | Terminus sud du multiplex avec la Route 2                         |
| Prince                                        | Portage               | 58,70  | Route 2 ouest (Veterans Memorial Highway) – Tignish                | Terminus nord du multiplex avec la Route 2                        |
| Prince                                        | Roxbury               | 62,80  | Route 137 ouest (Trout River Road)                                 | Terminus est de la Route 137                                      |
| Prince                                        | Cascumpec             | 64,80  | Route 142 ouest (Kelly Road) – Woodstock, O'Leary                  | Terminus est de la Route 142                                      |
| Prince                                        | Cascumpec             | 68,70  | Route 136 ouest (Mill Road)                                        | Terminus est de la Route 136                                      |
| Prince                                        | Cascumpec             | 70,70  | Route 172 ouest (Mill Road) – Mill Road, Woodstock                 | Terminus est de la Route 172                                      |
| Prince                                        | Union                 | 76,90  | Route 145 ouest (Mill River East Road)                             | Terminus est de la Route 145                                      |
| Prince                                        | Limite Union–Alberton | 77,30  | Route 150 ouest (Dock Road)                                        | Terminus est de la Route 150                                      |
| Prince                                        | Alberton              | 78,70  | Route 152 (Main Street) – Tignish, Northport                       |                                                                   |
| Prince                                        | Central Kildare       | 87,30  | Route 154 ouest (Pridham Road)                                     | Terminus est de la Route 154                                      |
| Prince                                        | Central Kildare       | 87,90  | Route 162 ouest (O'Rourke Road)                                    | Terminus est de la Route 162                                      |
| Prince                                        | Tignish               | 99,20  | Dalton Avenue                                                      | Ancienne Route 2 ouest                                            |
| Prince                                        | Seacow Pond           | 105,00 | Route 161 sud (Broderick Road)                                     | Terminus nord de la Route 161                                     |
| Prince                                        | Seacow Pond           | 108,00 | Route 182 sud (Nelligan Road) – Norway                             | Terminus nord de la Route 182                                     |
| Prince                                        | Seacow Pond           | 112,00 | Sentier pédestre de North Cape                                     |                                                                   |
| - Terminus de multiplex - Transition de route |                       |        |                                                                    |                                                                   |